# Michel mène l'enquête
Michel mène l'enquête est le premier roman de la série Michel par Georges Bayard. Ce roman a été édité pour la première fois dans la Bibliothèque verte en 1958 sous le no 40 de la collection. L'épisode suivant est Michel et la Falaise mystérieuse.

## Résumé
À La Marguillerie, grande bâtisse classée monument historique, les jeunes jumeaux Marie-France et Yves Thérais sont bien décidés à emprunter une statuette égyptienne représentant la déesse Isis, que l'antiquaire Anselme Bouchard vient juste de vendre. Leur projet est de montrer l'objet à leur classe. À cette fin, ils fouillent la maison familiale, à la recherche d'une petite valise pour transporter l'objet. 
La petite valise idéale se trouve appartenir à Daniel, leur cousin, qui s'en sert pour ranger sa collection de timbres. Les jumeaux s'emparent de l’objet en cachette de leur cousin, avec l'intention de la rapporter à son propriétaire le lendemain. Plus tard, en début d'après-midi, c'est le même succès pour se faire remettre la statuette d'Isis par un dénommé Arthur, en l'absence de l'antiquaire Bouchard. Mais lorsque les jeunes jumeaux reviennent rendre la statuette, le rideau de la boutique est descendu, et personne ne vient leur ouvrir. Les enfants ramènent donc l'objet à leur maison. De ce fait, leur cousin Daniel et leur grand frère Michel la découvrent.
Si Michel fait rapidement avouer à Yves que c'est Arthur et non l'antiquaire Bouchard qui a prêté la statuette, le jeune homme s'enthousiasme à peu près aussi vite à l'idée de prendre en photo la statuette pour tenter un photo-montage. Et il emporte la statuette dans le bureau de son père. Mais au cours de la séance photo, Daniel découvre que le couvre-chef de la statuette n'est pas soudé et Michel découvre comment le dévisser. À l'intérieur de la statue, les deux garçons découvrent une enveloppe grise qui n'a rien d'antique, et, à l'intérieur de l'enveloppe, un micro-film. D'un commun accord, Michel et Daniel décident de garder le microfilm ; ils remplacent celui-ci par une pellicule photo surexposée appartenant à Michel, qu'il placent à l'intérieur de la statuette. Sans en informer les petits jumeaux, Michel leur rend la statuette…

## Les personnages
- Michel Thérais, grand, brun (cheveux ondulés), front haut, visage intelligent et souriant, menton un peu carré volontaire, portrait de son père Lucien.
- Marie-France Thérais, la petite sœur de Michel, sœur jumelle de Yves.
- Yves Thérais, le petit frère de Michel, frère jumeau de Marie-France.
- Catherine Thérais, petite sœur cadette de Michel.
- Claire Thérais, mère de Michel, blonde aux yeux bleus.
- Lucien Thérais, père de Michel.
- Daniel Derieux, le cousin de Michel, habite chez les Thérais car sa famille est en Afrique équatoriale et que le climat est malsain.
- Andrée Derieux, sœur cadette de Daniel, confiée à Denise Thérais, la grand-mère de Michel.
- Denise Thérais, grand-mère maternelle de Michel, surnommée Manise.
- Arthur, employé de l'antiquaire Anselme Bouchard.
- Anselme Bouchard, antiquaire, propriétaire de la boutique À la rose de Picardie.

## Les différentes éditions
- 1958 : Bibliothèque verte, cartonné no 40, texte original. Illustré par Philippe Daure.
- 1965 : Bibliothèque verte, cartonné (dos vert) no 40, texte original. Nouvelle couverture de Philippe Daure.
- 1985 : Bibliothèque verte, cartonné (dos strié), texte original. Illustré par Philippe Daure.
- 1992 : Bibliothèque verte, format de poche souple no 229, texte original. Illustré par Philippe Daure.